# سمفونی شماره ۲ (شومان)
سمفونی شماره ۲ (انگلیسی: Symphony No. 2) در گام سی ماژور، اپوس ۶۱، دومین سمفونی از روبرت شومان، آهنگساز آلمانی رمانتیک می‌باشد که در سال ۱۸۴۷ تصنیف گردید، هر چند این سومین سمفونی بود که شومان به پایان رسانده بود (با احتساب یک سمفونی ناتمام) با این همه در همان فرم سمفونی سی بمل ماژور منتشر شده در سال ۱۸۴۱ به عنوان سمفونی شماره ۱ به حساب می‌آید، و همین‌طور یک نسخهٔ اصلی از سمفونی ر مینور سال ۱۸۴۱ که بعدها با بازبینی و تجدید نظر به عنوان سمفونی شماره ۴ منتشر گردید

## پیش‌زمینه
شومان در ۱۲ دسامبر سال ۱۸۴۵ اقدام به طراحی سمفونی نمود، در ۲۸ دسامبر پیش‌نویس کامل اثر سرانجام تکمیل گردید، یک سال بعدی را به شکل کامل صرف تنظیم ارکستراسیون سمفونی نمود، در ۱۲ فوریه سال ۱۸۴۶، او بسیار افسرده بود و از لحاظ بهداشت و سلامت وضعیت مطلوبی نداشت و در گوش‌هایش مدام صدای زنگ می‌شنید و همین موارد مانع از تکمیل اثر تا ۱۹ اکتبر گردید، این اثر در نهایت به سال ۱۸۴۷ منتشر گردید.